# Лаврик, Флорика
Флорика Лаврик Максим (рум. Florica Lavric Maxim, 7 января 1962, Копэлэу, Ботошани, Румыния — 20 июня 2014, Бухарест, Румыния) — румынская спортсменка, чемпионка летних Олимпийских игр в Лос-Анджелесе (1984) в соревнованиях по академической гребле. Мастер спорта Румынии (1982), заслуженный мастер спорта Румынии (1984).
Выступала за клубы «Онешти», «Вииторул» и «Стяуа» (1986, тренер Николае Джога).
На летних Олимпийских играх в Лос-Анджелесе стала чемпионкой в составе румынской четвёрки с рулевым. Также была обладательницей серебряных медалей чемпионатов мира в ФРГ (1983) и Бельгии (1985) в той же дисциплине, а также бронзовым призёром первенства мира в Великобритании (1986) в соревнованиях восьмёрок. В период с 1982 по 1987 год неоднократно становилась чемпионкой Румынии с разными экипажами, побеждала на балканских чемпионатах. В 1987 году завершила карьеру из-за менингита.
В июне 2011 года перенесла операцию по поводу рака лёгких и, несмотря на временное улучшение, скончалась от метастазов вечером 20 июня 2014 года в бухарестской больнице «Ана Аслан».
Кавалер ордена «За спортивные заслуги» 1 степени (2004).